# Bezoar
Um bezoar é uma espécie de massa ou concreção, encontrada no aparelho digestivo, usualmente no estômago, principalmente dos ruminantes, mas que ocorre também entre outros animais, incluindo os seres humanos. Existem diversas variedades de bezoar, algumas das quais têm componentes inorgânicos e outros orgânicos. Um bezoar engolido propositadamente designa-se pseudobezoar.

## Tipos

### Tipos por conteúdo
- Tricobezoar, um bezoar formado por cabelo. Há casos nos quais se formam pelo próprio cabelo ou pelos do portador, tanto pessoa como animal
- Farmacobezoar, um bezoar formado por medicamentos
- Fitobezoar, um bezoar composto por materiais orgânicos não digeríveis (nos humanos, por exemplo, a celulose)
- Alguns bezoares, os mais interessantes, são os que começam por materiais como areia e pedras, e com o tempo vão formando camadas de cálcio na sua superfície, à semelhança das pérolas das ostras. Estes bezoares são chamados pedra bezoar ou gema bezoar, já que são muito belos e considerados pedra semipreciosas

Todos estes bezoares se podem formar no estômago dos humanos.

### Tipos por local
- Um bezoar no esófago é comum em crianças pequenas e cavalos.
- Um bezoar no intestino grosso pode derivar em fecaloma.

## Pedra de Goa
A pedra de Goa ou pedra cordial era um bezoar artificial preparado pelos boticários jesuítas do Convento de São Paulo, em Goa, na Índia Portuguesa dos séculos XVII e XVIII. Era feita segundo receita secreta a partir de uma mistura de argila, lodo, conchas, âmbar, almíscar, resina, pó de dente de narval, pedras preciosas e ópio.
Era utilizada como medicamento para diferentes sintomas, como dores ou febres, esfregando a pedra ou raspando-a. Um exemplar intacto, com o respectivo cálice de prata, pode ser visitado no Museu da Farmácia de Lisboa.[carece de fontes?]